# Komarane
Komarane (cyr. Комаране) – wieś w Serbii, w okręgu pomorawskim, w gminie Rekovac. W 2011 roku liczyła 184 mieszkańców.